# Premis Oscar de 2017
Els Premis Oscar de 2017 (en anglès 90th Academy Awards), organitzat per l'Acadèmia de les Arts i les Ciències Cinematogràfiques, guardonà els millors films del 2017. Tingué lloc el 4 de març de 2018 al Dolby Theatre de Hollywood, California. La cerimònia no va tenir lloc en la seva data habitual de febrer per evitar conflictes amb els Jocs Olímpics d'Hivern de 2018. Durant la cerimònia, AMPAS va presentar els Premis (generalment anomenats Oscars) en 24 categories.
La cerimònia fou televisada en els Estats Units per canal ABC, produïda per Michael De Luca i Jennifer Todd i dirigida per Glenn Weiss. L'actor Jimmy Kimmel va presentar la cerimònia per segon any consecutiu.

## Candidats
Els candidats per la 90a edició dels Premis d'Acadèmia van ser anunciats el 23 de gener de 2018 al Teatre Samuel Goldwyn a Beverly Hills, Califòrnia, pels actors Tiffany Haddish i Andy Serkis. The Shape of Water va tenir tretze nominacions; Dunkirk va quedar segon amb vuit.

## Premis i nominacions
A continuació es mostren les pel·lícules nominades a l'Oscar l'any 2017:
| Millor pel·lícula | Millor director |
| --- | --- |
| - The Shape of Water (Guillermo del Toro i J. Miles Dale per a TSG Entertainment i Double Dare You Productions) - Call Me by Your Name (Peter Spears, Luca Guadagnino, Emilie Georges i Marco Morabito per a Frenesy Film Company, La Cinéfacture, RT Features, M.Y.R.A. Entertainment i Water's End Productions) - Darkest Hour (Tim Bevan, Eric Fellner, Lisa Bruce, Anthony McCarten i Douglas Urbanski per a Perfect World Pictures i Working Title Films) - Dunkirk (Emma Thomas i Christopher Nolan per a Syncopy Inc.) - Get Out (Sean McKittrick, Jason Blum, Edward H. Hamm Jr. i Jordan Peele per a Blumhouse Productions, Monkeypaw Productions i QC Entertainment) - Lady Bird (Scott Rudin, Eli Bush i Evelyn O'Neill per a Scott Rudin Productions, A24, Management 360 i IAC Films) - Phantom Thread (Joanne Sellar, Paul Thomas Anderson, Megan Ellison i Daniel Lupi per a Annapurna Pictures, Ghoulardi Film Company i Perfect World Pictures) - The Post (Amy Pascal, Steven Spielberg i Kristie Macosko Krieger per a 20th Century Fox, DreamWorks Pictures i Amblin Entertainment) - Three Billboards Outside Ebbing, Missouri (Graham Broadbent, Pete Czernin i Martin McDonagh per a Blueprint Pictures, Fox Searchlight Pictures, Film4 Productions i Cutting Edge Group) | - Guillermo del Toro per The Shape of Water - Christopher Nolan per Dunkirk - Jordan Peele per Get Out - Greta Gerwig per Lady Bird - Paul Thomas Anderson per Phantom Thread |
| Millor actor | Millor actriu |
| - Gary Oldman per Darkest Hour com a Winston Churchill - Timothée Chalamet per Call Me by Your Name com a Elio Perlman - Daniel Day-Lewis per Phantom Thread com a Reynolds Woodcock - Daniel Kaluuya per Get Out com a Chris Washington - Denzel Washington per Roman J. Israel, Esq. com a Roman J. Israel | - Frances McDormand per Three Billboards Outside Ebbing, Missouri com a Mildred Hayes - Sally Hawkins per The Shape of Water com a Elisa Esposito - Margot Robbie per I, Tonya com a Tonya Harding - Saoirse Ronan per Lady Bird com a Christine "Lady Bird" McPherson - Meryl Streep per The Post com a Katharine Graham |
| Millor actor secundari | Millor actriu secundària |
| - Sam Rockwell per Three Billboards Outside Ebbing, Missouri com a Officer Jason Dixon - Willem Dafoe per The Florida Project com a Bobby Hicks - Woody Harrelson per Three Billboards Outside Ebbing, Missouri com a Cap Bill Willoughby - Richard Jenkins per The Shape of Water com a Giles - Christopher Plummer per All the Money in the World com a Jean Paul Getty | - Allison Janney per I, Tonya com a LaVona Golden - Mary J. Blige per Mudbound com a Florence Jackson - Lesley Manville per Phantom Thread com a Cyril Woodcock - Laurie Metcalf per Lady Bird com a Marion McPherson - Octavia Spencer per The Shape of Water com a Zelda Fuller |
| Millor guió original | Millor guió adaptat |
| - Jordan Peele per Get Out - Emily V. Gordon i Kumail Nanjiani per The Big Sick - Greta Gerwig per Lady Bird - Guillermo del Toro (guió i història) i Vanessa Taylor (guió) per The Shape of Water - Martin McDonagh per Three Billboards Outside Ebbing, Missouri | - James Ivory per Call Me by Your Name (sobre hist. d'André Aciman) - Scott Neustadter i Michael H. Weber per The Disaster Artist (sobre hist. de Greg Sestero i Tom Bissell) - Scott Frank, James Mangold i David Green per Logan (sobre els personatges del còmic X-Men) - Aaron Sorkin per Molly's Game (sobre memòries de Molly Bloom) - Virgil Williams i Dee Rees per Mudbound (sobre hist. de Hillary Jordan)                                                             |
| Millor pel·lícula de parla no anglesa | Millor pel·lícula d'animació |
| - Una mujer fantástica de Sebastián Lelio (Xile) - L'insulte de Ziad Doueiri (Líban) - Loveless d'Andrei Zviàguintsev (Rússia) - Testről és lélekről d'Ildikó Enyedi (Hongria) - The Square de Ruben Östlund (Suècia) | - Coco de Lee Unkrich i Darla K. Anderson - El nadó en cap de Tom McGrath (direcció) i Ramsey Ann Naito (producció) - The Breadwinner de Nora Twomey (direcció) i Anthony Leo (producció) - Ferdinand de Carlos Saldanha (direcció) i Lori Forte (producció) - Loving Vincent de Dorota Kobiela i Hugh Welchman (direcció) i Ivan Mactaggart (producció) |
| Millor banda sonora | Millor cançó original |
| - Alexandre Desplat per The Shape of Water - Hans Zimmer per Dunkirk - Jonny Greenwood per Phantom Thread - John Williams per Star Wars episodi VIII: Els últims jedi - Carter Burwell per Three Billboards Outside Ebbing, Missouri | - Kristen Anderson-Lopez i Robert Lopez (música i lletra) per Coco ("Remember Me") - Mary J. Blige, Raphael Saadiq i Taura Stinson (música i lletra) per Mudbound ("Mighty River") - Sufjan Stevens (música i lletra) per Call Me by Your Name ("Mystery of Love") - Diane Warren (música i lletra); Common (lletra) per Marshall ("Stand Up for Something") - Benj Pasek i Justin Paul (música i lletra) per The Greatest Showman ("This Is Me")                                |
| Millor fotografia | Millor maquillatge |
| - Roger Deakins per Blade Runner 2049 - Bruno Delbonnel per Darkest Hour - Hoyte van Hoytema per Dunkirk - Rachel Morrison per Mudbound - Dan Laustsen per The Shape of Water | - Kazuhiro Tsuji, David Malinowski i Lucy Sibbick per Darkest Hour - Daniel Phillips i Lou Sheppard per Victoria & Abdul - Arjen Tuiten per Wonder |
| Millor direcció artística | Millor vestuari |
| - Paul Denham Austerberry; Shane Vieau i Jeff Melvin per The Shape of Water - Sarah Greenwood; Katie Spencer per Beauty and the Beast - Dennis Gassner; Alessandra Querzola Blade Runner 2049 - Sarah Greenwood; Katie Spencer per Darkest Hour - Nathan Crowley; Gary Fettis per Dunkirk | - Mark Bridges per Phantom Thread - Jacqueline Durran per Beauty and the Beast - Jacqueline Durran per Darkest Hour - Luis Sequeira per The Shape of Water - Consolata Boyle per Victoria & Abdul |
| Millor muntatge | Millor so |
| - Lee Smith per Dunkirk - Paul Machliss i Jonathan Amos Baby Driver - Tatiana S. Riegelper I, Tonya - Sidney Wolinsky per The Shape of Water - Jon Gregory per Three Billboards Outside Ebbing, Missouri | - Mark Weingarten, Gregg Landaker i Gary A. Rizzo per Dunkirk - Julian Slater, Tim Cavagin i Mary H. Ellis per Baby Driver - Ron Bartlett, Doug Hemphill i Mac Ruth per Blade Runner 2049 - Christian Cooke, Brad Zoern i Glen Gauthier per The Shape of Water - David Parker, Michael Semanick, Ren Klyce i Stuart Wilson per Star Wars episodi VIII: Els últims jedi |
| Millor edició de so | Millor efectes visuals |
| - Richard King i Alex Gibson per Dunkirk - Julian Slater per Baby Driver - Mark Mangini i Theo Green per Blade Runner 2049 - Nathan Robitaille i Nelson Ferreira per The Shape of Water - Matthew Wood i Ren Klyce per Star Wars episodi VIII: Els últims jedi | - John Nelson, Gerd Nefzer, Paul Lambert i Richard R. Hoover per Blade Runner 2049 - Christopher Townsend, Guy Williams, Jonathan Fawkner i Dan Sudick per Guardians of the Galaxy Vol. 2 - Stephen Rosenbaum, Jeff White, Scott Benza i Mike Meinardus per Kong: Skull Island - Ben Morris, ike Mulholland, Neal Scanlan i Chris Corbould per Star Wars episodi VIII: Els últims jedi - Joe Letteri, Daniel Barrett, Dan Lemmon i Joel Whist per War for the Planet of the Apes |
| Millor documental | Millor curtmetratge documental |
| - Icarus – Bryan Fogel i Dan Cogan - Abacus: Small Enough to Jail – Steve James, Mark Mitten i Julie Goldman - Faces Places – Agnès Varda, JR i Rosalie Varda - Last Men in Aleppo – Feras Fayyad, Kareem Abeed i Søren Steen Jespersen - Strong Island – Yance Ford i Joslyn Barnes | - Heaven Is a Traffic Jam on the 405 – Frank Stiefel - Edith+Eddie – Laura Chekoway and Thomas Lee Wright - Heroin(e) – Elaine McMillion Sheldon and Kerrin Sheldon - Knife Skills – Thomas Lennon - Traffic Stop – Kate Davis and David Heilbroner |
| Millor curtmetratge | Millor curtmetratge d'animació |
| - The Silent Child – Chris Overton i Rachel Shenton - DeKalb Elementary – Reed Van Dyk - The Eleven O'Clock – Derin Seale i Josh Lawson - My Nephew Emmett – Kevin Wilson, Jr. - Watu Wote/All of Us – Katja Benrath i Tobias Rosen | - Dear Basketball – Glen Keane i Kobe Bryant - Garden Party – Victor Caire i Gabriel Grapperon - Lou – Dave Mullins i Dana Murray - Negative Space – Max Porter i Ru Kuwahata - Revolting Rhymes – Jakob Schuh i Jan Lachauer |

## Oscars honoraris
- Agnès Varda — directora de cinema francesa, escriptora, editora i productora.[9]
- Charles Burnett - director, escriptor, productor, editor i cineasta.[10]
- Donald Sutherland - actor canadenc.[11]

- Owen Roizman - cinematògraf estatunidenc.[12]

Premi especial de l'Acadèmia
- Alejandro González Iñárritu pel seu projecte de realitat virtual Carne y arena.[13][14]

### Pel·lícules amb nomenaments múltiples
| Nominacions | Pel·lícules                               | Ref.                        |
| ----------- | ----------------------------------------- | --------------------------- |
| 13          | The Shape of Water                        | [ 15 ] [ 16 ]               |
| 8           | Dunkirk                                   | [ 17 ]                      |
| 7           | Three Billboards Outside Ebbing, Missouri |                             |
| 6           | Darkest Hour                              | [ 18 ]                      |
| 6           | Phantom Thread                            | [ 19 ] [ 20 ] [ 21 ]        |
| 5           | Blade Runner 2049                         | [ 22 ]                      |
| 5           | Lady Bird                                 | [ 23 ]                      |
| 4           | Call Me by Your Name                      | [ 24 ] [ 25 ]               |
| 4           | Get Out                                   | [ 26 ]                      |
| 4           | Mudbound                                  | [ 27 ] [ 28 ]               |
| 4           | Star Wars: The Last Jedi                  | [ 29 ] [ 30 ]               |
| 3           | Baby Driver                               |                             |
| 3           | I, Tonya                                  | [ 31 ] [ 32 ]               |
| 2           | Beauty and the Beast                      | [ 33 ]                      |
| 2           | Coco                                      | [ 34 ]                      |
| 2           | El Correu                                 |                             |
| 2           | Victoria & Abdul                          | [ 35 ] [ 36 ] [ 37 ] [ 38 ] |

### Pel·lícules amb nominacions i premis múltiples
| Nominacions | Pel·lícula                                |
| ----------- | ----------------------------------------- |
| 13          | The Shape of Water                        |
| 8           | Dunkirk                                   |
| 7           | Three Billboards Outside Ebbing, Missouri |
| 6           | Darkest Hour                              |
| 6           | Phantom Thread                            |
| 5           | Blade Runner 2049                         |
| 5           | Lady Bird                                 |
| 4           | Call Me by Your Name                      |
| 4           | Get Out                                   |
| 4           | Mudbound                                  |
| 4           | Star Wars episodi VIII: Els últims jedi   |
| 3           | Baby Driver                               |
| 3           | I, Tonya                                  |
| 2           | Beauty and the Beast                      |
| 2           | Coco                                      |
| 2           | The Post                                  |
| 2           | Victoria & Abdul                          |

| Wins | Film                                      |
| ---- | ----------------------------------------- |
| 4    | The Shape of Water                        |
| 3    | Dunkirk                                   |
| 2    | Blade Runner 2049                         |
| 2    | Coco                                      |
| 2    | Darkest Hour                              |
| 2    | Three Billboards Outside Ebbing, Missouri |